# 24 septembre en sport
24 août 24 octobre
Chronologies thématiques
- Croisades
- Ferroviaires
- Disney

Le 24 septembre est le 267e jour de l'année (268e en cas d'année bissextile) du calendrier grégorien.

## Événements

### XIXesiècle
- 1896 :
  - (Compétition automobile) : Paris-Marseille-Paris, remporté par Émile Mayade.

### XXesièclede1901à1950
- 1924 :
  - (Compétition automobile) : à Pendine Sands, Malcolm Campbell établit un nouveau record de vitesse terrestre : 235,22 km/h.
- 1933 :
  - (Compétition automobile) : Grand Prix automobile d'Espagne.
- 1950 :
  - (Football) : malgré la farouche opposition des clubs hollandais vis-à-vis des retransmissions télévisées, un match du PSV Eindhoven est diffusé. Le lien entre la société Philips et le PSV explique cette première hollandaise.

### XXesièclede1951à2000
- 1972 :
  - (Athlétisme) : Yordanka Blagoeva porte le record du monde féminin du saut en hauteur à 1,94 mètre.
- 1988 :
  - (Athlétisme) Le sprinter canadien Ben Johnson remporte le 100 m des Jeux olympiques de Séoul. Il bat le record du monde en 9 s 79. Carl Lewis termine second (9 s 92) et Lindford Christie (9 s 97) troisième. Toutefois, deux jours plus tard, convaincu de dopage au stanozolol, le Canadien sera dépossédé de sa médaille, de son record et exclu des JO.
- 1989 :
  - (Formule 1) : Grand Prix automobile du Portugal.
- 1995 :
  - (Formule 1) : Grand Prix automobile du Portugal.
  - (Cyclisme) : Laurent Jalabert remporte la Vuelta, le Tour d'Espagne, avec 4 min 22 s d'avance sur Abraham Olano.

### XXIesiècle
- 2004 :
  - (Cyclisme) : le Français Richard Virenque, sept fois vainqueur du maillot de meilleur grimpeur du Tour de France, met fin à sa carrière cycliste.
- 2017 :
  - (Aviron /Championnats du monde) : début de la 47e édition des Championnats du monde d'aviron qui se déroulent à Sarasota, en Floride, aux États-Unis jusqu'au 1er octobre 2017.
  - (Athlétisme /World Marathon Majors) : sur la 44e édition du Marathon de Berlin, chez les hommes, victoire du Kényan Eliud Kipchoge en 2 heures, 3 minutes et 32 secondes, chez les femmes, victoire de la Kényane Gladys Cherono en 2 heures, 20 minutes et 23 secondes.
  - (Cyclisme sur route /Championnats du monde) : sur la 7e journée des Championnats du monde de cyclisme sur route, chez les hommes, sur la course en ligne élite, victoire du Slovaque Peter Sagan qui conserve son titre.
- 2020 :
  - (Cyclisme sur route /Championnats du monde) : début de la 87e édition des Championnats du monde de cyclisme sur route qui ont lieu à Imola en Italie. L'épreuve du contre-la-montre féminin se déroule ce jour,  c'est la Néerlandaise Anna van der Breggen qui s'impose devant la Suisse Marlen Reusser et une autre Néerlandaise Ellen van Dijk[1].

## Naissances

### XIXesiècle
- 1871 :
  - Lottie Dod, joueuse de tennis et tireuse à l'arc britannique. Médaillée d'argent au tir à l'arc aux Jeux de Londres 1908. Victorieuse des tournois de Wimbledon 1887, 1888, 1891, 1892 et 1893. († 27 juin 1960).
  - Marius Thé, cycliste sur route français. († 10 septembre 1915).
- 1882 :
  - Max Decugis, joueur de tennis français. Médaillé d'argent du double messieurs aux Jeux de Paris 1900 puis champion olympique du double mixte et médaillé de bronze du double messieurs aux Jeux d'Anvers 1920. Vainqueur des tournois de Roland Garros 1903, 1904, 1907, 1908, 1909, 1912, 1913 et 1914. († 6 septembre 1978).
- 1883 :
  - Lawson Robertson, athlète de sprint, de sauts puis entraîneur américain. Médaillé de bronze de la hauteur sans élan aux Jeux de Saint-Louis 1904. († 22 janvier 1951).
- 1884 :
  - Gustave Garrigou, cycliste sur route français. Vainqueur du Tour de France 1911, du Tour de Lombardie 1907, de Paris-Bruxelles 1907 et Milan-San Remo 1911. († 28 janvier 1963).
- 1888 :
  - Victor Delamarre, haltérophile franco-canadien. († 13 mars 1955).
  - Kanken Tōyama, karatéka japonais. († 24 novembre 1966).
- 1894 :
  - Tommy Armour, golfeur écossais puis américain. Vainqueur de l'US Open 1927, de l'USPGA 1930 et de l'Open britannique 1931. († 11 septembre 1968).

### XXesièclede1901à1950
- 1924 :
  - Nina Bocharova, gymnaste soviétique puis russe. Championne olympique du concours général par équipes et de la poutre aux Jeux d'Helsinki 1952. Championne du monde de gymnastique artistique du concours général par équipes 1954. († 31 août 2020).
- 1926 :
  - Joe McNamee, basketteur américain. († 16 juillet 2011).
- 1931 :
  - Mike Parkes, pilote de courses automobile anglais. († 28 août 1977).
- 1932 :
  - Miguel Montuori, footballeur italien. (12 sélections en équipe nationale). († 4 juin 1998).
- 1944 : 
  - Bernd Bransch, footballeur est allemand. († 11 juin 2022).
- 1946 :
  - Joe Greene, joueur de foot U.S. américain.
- 1947 :
  - Bernard Béguin, pilote de rallyes automobile français.

### XXesièclede1951à2000
- 1954 :
  - Marco Tardelli, footballeur puis entraîneur italien. Champion du monde de football 1982. Vainqueur de la Coupe UEFA 1977, de la Coupe d'Europe des vainqueurs de coupe 1984 et de la Coupe des clubs champions 1985. (81 sélections en équipe nationale). Sélectionneur de l'équipe d'Égypte en 2004.
- 1956 :
  - Hubie Brooks, joueur de baseball américain.
- 1960 :
  - Erich Maechler, cycliste sur route suisse. Vainqueur de Milan-San Remo 1987.
- 1962 :
  - Ally McCoist, footballeur puis entraîneur écossais. (61 sélections en équipe nationale).
  - Mike Phelan, footballeur anglais. Vainqueur de la Coupe d'Europe des vainqueurs de coupe 1991. (1 sélection en équipe nationale).
- 1963 :
  - Mick Potter, joueur de rugby à XIII puis entraîneur australien.
- 1964 :
  - Jeff Krosnoff, pilote de courses automobile d’endurance américain. († 14 juillet 1996).
  - Rafael Palmeiro, joueur de baseball cubain.
- 1965 :
  - Fabrice Philipot, cycliste sur route français.
- 1966 :
  - Christophe Bouchut, pilote de courses automobile d’endurance français. Vainqueur des 24 heures du Mans 1993.
- 1968 :
  - Matthew Marsh, pilote de courses automobile britannique.
- 1970 :
  - Jimmy Vérove, basketteur français. Vainqueur de la Ligue des champions d'Europe 1993. (12 sélections en équipe de France).
- 1971 :
  - Kevin Millar, joueur de baseball américain.
- 1973 :
  - Eddie George, joueur de foot U.S. américain.
  - Rodrick Rhodes, basketteur puis entraîneur américain.
- 1974 :
  - Kiwane Garris, basketteur américain. (9 sélections en équipe nationale).
- 1976 :
  - Adrian Aliaj, footballeur albanais puis belge. (30 sélections avec l'équipe d'Albanie).
  - Carlos Almeida, basketteur angolais. Champion d'Afrique de basket-ball 2001, 2003, 2005, 2007 et 2009. (131 sélections en équipe nationale).
- 1977 :
  - Leslie Cripps, joueuse de rugby à XV canadienne. (12 sélections en équipe nationale).
- 1980 :
  - Daniele Bennati, cycliste sur route italien.
  - Sizwe Ndlovu, rameur sud-africain. Champion olympique en quatre sans barreur poids léger aux Jeux de Londres 2012.
  - John Arne Riise, footballeur norvégien. Vainqueur de la Ligue des champions 2005. (110 sélections en équipe nationale).
- 1981 :
  - Drew Gooden, basketteur américain.
- 1982 :
  - Stef Clement, cycliste sur route néerlandais.
  - Terrance Johnson, basketteur américain.
  - Cristian Daniel Ledesma, footballeur italien. (1 sélection en équipe nationale).
  - Christian Maråker, basketteur suédois. (41 sélections en équipe nationale).
- 1983 :
  - Randy Foye, basketteur américain.
  - Zane Tamane, basketteuse lettonne. (174 sélections en équipe nationale).
- 1984 :
  - Bobby Brown, basketteur américain.
  - John Little, basketteur américain.
- 1985 :
  - Élise Bussaglia, footballeuse française. (192 sélections en équipe de France).
  - Sophie de Ronchi, nageuse française.
  - Jonathan Soriano, footballeur espagnol.
- 1986 :
  - John Barclay, joueur de rugby à XV écossais. (73 sélections en équipe nationale).
- 1987 :
  - Jonathan Janil, hockeyeur sur glace français.
  - Aleksandr Kalianine, hockeyeur sur glace russe. († 7 septembre 2011).
- 1988 :
  - Kim English, basketteur américain.
  - Levan Patsatsia, basketteur géorgien. (22 sélections en équipe nationale).
- 1990 :
  - Danielle Lappage, lutteuse canadienne.
- 1991 :
  - Owen Farrell, joueur de rugby à XV anglais. Vainqueur du Grand Chelem 2016 et du Tournoi des Six Nations 2017, puis des Coupe d'Europe de rugby à XV 2016, 2017 et 2019. (74 sélections en équipe nationale).
  - Perry Jones, basketteur américain.
  - Oriol Romeu, footballeur espagnol. Vainqueur de la Ligue des champions 2012.
- 1992 :
  - Pita Ahki, joueur de rugby à XV et de rugby à sept néo-zélandais puis tongien. Vainqueur de la Coupe d'Europe de rugby à XV 2021. (39 sélections avec l'Équipe de Nouvelle-Zélande de rugby à sept et 1 avec l'Équipe des Tonga de rugby à XV).
  - Chane Behanan, basketteur américain.
  - Jack Sock, joueur de tennis américain. Champion olympique du double mixte et médaillé de bronze du double messieurs aux Jeux de Rio 2016.
- 1993 :
  - Jessy Pi, footballeur français.
- 1994 :
  - Camille Boudaud, joueuse de rugby à XV française. (10 sélections en équipe de France).
- 1996 :
  - Souleyman Doumbia, footballeur franco-ivoirien. (4 sélections avec l'équipe de Côte d'Ivoire).
- 1997 :
  - Dodi Lukebakio, footballeur belgo-congolais. (1 sélection avec l'équipe de république démocratique du Congo).
  - Rayjon Tucker, basketteur américain.

### XXIesiècle
- 2001 :
  - Joris Chotard, footballeur français.
  - Samuel Watson, cycliste sur route britannique.
- 2004 :
  - Chipyoka Songa, footballeur zambien.
- 2006 :
  - Paul Seixas, cycliste sur route français. Champion du monde du contre-la-montre sur route juniors 2024.

## Décès

### XXesièclede1901à1950
- 1912 :
  - Giovanni Battista Ceirano, 51 ans, pilote de courses automobile, homme d'affaires et ingénieur italien. (° 1er octobre 1860).
- 1940 :
  - Zizi du Manoir, 27 ans, skieuse, hockeyeuse sur gazon et sur glace française. (° 28 novembre 1912).
- 1946 :
  - Tom Baddeley, 71 ans, footballeur anglais. (5 sélections en équipe nationale). (° 2 novembre 1874).

### XXesièclede1951à2000
- 1968 :
  - Branislav Sekulić, 61 ans, joueur puis entraineur de football yougoslave. (° 29 octobre 1906).
- 2000 :
  - Jean Malléjac, 71 ans, cycliste sur route français. (° 19 juillet 1929).

### XXIesiècle
- 2002 :
  - Mike Webster, 50 ans, joueur de foot U.S. américain. (° 18 mars 1952).
- 2005 :
  - André Testut, 79 ans, pilote de courses automobile franco-monégasque. (° 13 avril 1926).
- 2006 :
  - Philippe Latulippe, 87 ans, athlète de fond canadien. (° ? 1919).
- 2012 :
  - Pierre Adam, 88 ans, cycliste sur piste français. Champion olympique de la poursuite par équipes aux Jeux de Londres 1948. (° 24 avril 1924).
- 2013 :
  - Viktor Zinger, 71 ans, hockeyeur sur glace soviétique puis russe. Champion olympique aux Jeux de Grenoble 1968. Champion du monde de hockey sur glace 1965, 1966, 1967 et 1969. (° 29 octobre 1941).
- 2015 :
  - Uğur Dağdelen, 41 ans, footballeur turc. (1 sélection en équipe nationale). (° 3 octobre 1973).